# Antje Möldner-Schmidt
Antje Möldner-Schmidt, geborene Antje Möldner (* 13. Juni 1984 in Potsdam-Babelsberg, DDR), ist eine ehemalige deutsche Leichtathletin. Ursprünglich eine Mittelstrecklerin, wechselte sie 2008 zum 3000-Meter-Hindernislauf. Ihr größter Erfolg ist der Gewinn des Europameisterschaftstitels 2014. Sie wurde im Freien und in der Halle dreizehnmal Deutsche Meisterin.

## Berufsweg
Möldner-Schmidt gehörte einer Sportfördergruppe der Bundespolizei an und war Beamtin der Bundespolizeisportschule Kienbaum mit der Amtsbezeichnung einer Polizeihauptmeisterin. Nach dem Abschied vom Leistungssport arbeitet sie als Kontroll- und Streifenbeamtin bei der Bundespolizei.

## Sportliche Karriere

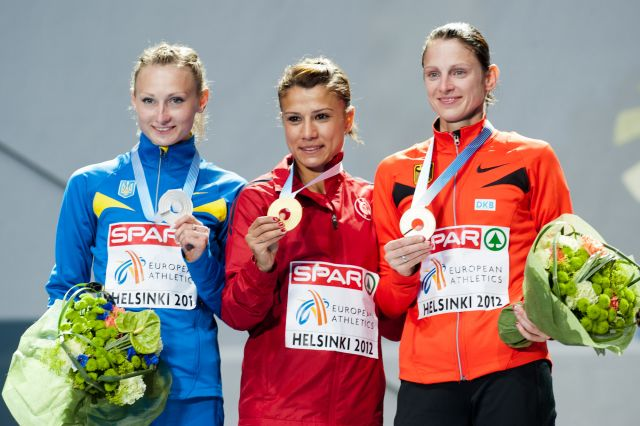
Antje Möldner-Schmidt (rechts) mit der Bronzemedaille bei den Europameisterschaften 2012

Als Antje Möldner absolvierte sie ihre erste Wettkampfsaison als Zwölfjährige im Jahre 1996 beim OSC Potsdam/LG Potsdam LSH (Luftschiffhafen).
1999 gewann sie mit fünfzehn Jahren ihren ersten nationalen Titel als Deutsche B-Jugend-Meisterin (U18) beim 800-Meter-Lauf.

2002 wurde Möldner im 1500-Meter-Lauf Deutsche A-Jugend-Meisterin (U20).
2003 konnte sie über diese Distanz ihren Titel bei der A-Jugend (U20) verteidigen und in der höheren Altersklasse Deutsche Juniorenmeisterin (U23) werden.
2004 holte Möldner bei den Aktiven gleich zwei Bronzemedaillen über 1500 Meter, sowohl bei den Deutschen Hallenmeisterschaften in Dortmund als auch bei den Deutschen Meisterschaften in Braunschweig und wurde erneut Deutsche Juniorenmeisterin (U23).
2005 errang sie bei den Aktiven Doppelgold auf der 1500-Meter-Distanz. Möldner wurde sowohl Deutsche Hallenmeisterin als auch Deutsche Meisterin im Freien. International kam sie auf Platz 6 bei den Halleneuropameisterschaften in Madrid und holte Bronze bei den U23-Europameisterschaften in Erfurt.
2006 gewann Möldner bei den Deutschen Hallenmeisterschaften die Titel über 1500 und 3000 Meter. In der Freiluftsaison wurde sie Deutsche Vizemeisterin über 1500 Meter.
2007 trat sie in der Halle nur über 3000 Meter an und wurde auf dieser Strecke Deutsche Hallenvizemeisterin. Im Freien holte sie sich nach 2005 über 1500 Meter den zweiten Titel bei den Deutschen Meisterschaften.
2008 holte sich Möldner die Titel über 1500 und 3000 Meter bei den Deutschen Hallenmeisterschaften. In der Freiluftsaison trat sie am 31. Mai im belgischen Neerpelt bei ihrem ersten 3000-Meter-Hindernislauf an und belegte hinter der Äthiopierin Sofia Assefa den zweiten Platz. Dabei verbesserte Möldner den deutschen Rekord von Melanie Schulz um über vier Sekunden auf 9:34,21 min. Im Juli wurde sie Deutsche Meisterin im Hindernislauf. Im Vorlauf der Olympischen Sommerspiele in Peking verbesserte sie ihren deutschen Rekord nochmals um mehr als vier Sekunden auf 9:29,86 min, aber die Zeit reichte nicht, um sich für das Finale zu qualifizieren.
2009 konnte Möldner die Titel als Deutsche Hallenmeisterin über 1500 Meter und Deutsche Meisterin über 3000 Meter Hindernis verteidigen. Am 17. Mai erreichte sie beim internationalen Läufermeeting Krumme Strecken in Pliezhausen auf der selten gelaufenen 2000-Meter-Hindernis-Distanz eine Zeit von 6:15,90 min und belegte damit den siebten Rang in der ewigen Weltbestenliste. Am 1. Juni verbesserte sie ihren deutschen Rekord im Hindernislauf abermals auf 9:27,22 min und erfüllte damit die Qualifikationsnorm für die Weltmeisterschaften in Berlin. Drei Wochen später siegte sie mit der Mannschaft bei der Team Europameisterschaft in Leiria zu dem sie mit einem 1. Platz auf der Hindernisstrecke beitrug. Bei den Weltmeisterschaften gelang ihr im Vorlauf eine weitere Steigerung ihrer Bestmarke auf 9:21,73 min. Noch einmal schneller lief Möldner zwei Tage später im Finale, in dem sie mit nationalem Rekord von 9:18,54 min zunächst Neunte wurde. Diese Zeit wurde erst 2016 von Gesa Felicitas Krause beim Silvesterlauf Trier unterboten. Im November 2015 wurde die auf Platz eins eingelaufene Marta Dominguez nachträglich durch den Internationalen Sportgerichtshof (CAS) des Dopings überführt und sie rückte nachträglich auf den 8. Platz.
2010 wurde bei ihr im Januar ein Lymphom diagnostiziert, daher musste sie für längere Zeit pausieren und konnte erst im Oktober wieder mit dem Training beginnen.

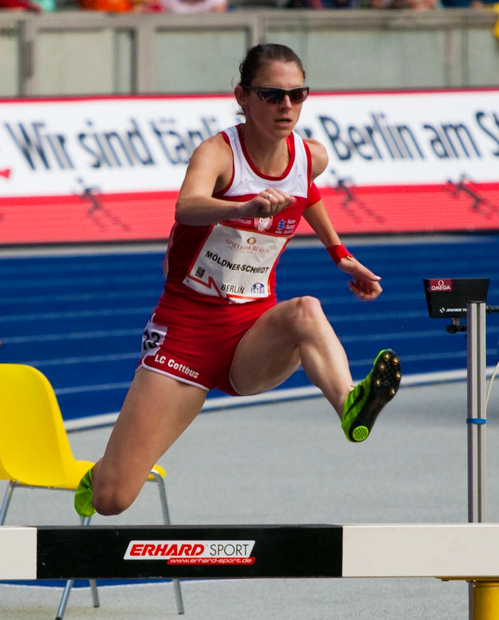
Möldner-Schmidt beim ISTAF 2012

2011 kehrte Möldner nach einigen Vorbereitungswettkämpfen bei den Deutschen Meisterschaften wieder auf die Hindernisstrecke zurück und belegte mit 10:28,74 min den vierten Rang. Gut drei Wochen später holte sie sich den Titel bei den Deutschen Polizeimeisterschaften über 1500 Meter. Im Herbst heiratete sie und ging fortan als Möldner-Schmidt an den Start.
Ab 2012 nahm sie nicht mehr an den Deutschen Hallenmeisterschaften teil und konkurrierte auch nicht mehr bei 1500-Meter-Läufen. Über die Hindernisse konnte Möldner-Schmidt zum dritten Mal Deutsche Meisterin werden. Bei den Europameisterschaften in Helsinki holte sie zunächst Bronze in 9:36,37 min und gewann damit ihre erste Medaille bei internationalen Meisterschaften in der Altersklasse der Erwachsenen. Im Mai 2015 wurde die Zweitplatzierte Switlana Schmidt (Ukraine) des Dopings überführt und Möldner-Schmidt erhielt nachträglich die Silbermedaille. Bei den Olympischen Sommerspielen in London belegte sie im Finallauf in einer Zeit von 9:21,78 min zunächst den siebten Platz vor der achtplatzierten Gesa Felicitas Krause. Da der ursprünglich russischen Erstplatzierten Julija Saripowa 2016 rückwirkend die Goldmedaille wegen Dopingmissbrauchs aberkannt wurde, rückten die Sportlerinnen nicht nur einen Platz vor, sondern Möldner-Schmidt war zudem nun die schnellste Europäerin.
2013 nahm sie wieder an der Team Europameisterschaft in Gateshead teil und konnte hinter Russland mit der Mannschaft den 2. Platz erringen, zu dem sie auf der Hindernisstrecke mit einem 3. Platz in persönlicher Saisonbestleistung beitrug. Bei den Deutschen Meisterschaften holte Möldner-Schmidt ihren vierten Deutschen Meistertitel. Bei den Weltmeisterschaften in Moskau war sie mit Rang acht zweitbeste Europäerin im Finale und lag wieder einen Platz vor Krause.
2014 kam Möldner-Schmidt bei der Team Europameisterschaft in Braunschweig mit der Mannschaft wieder auf den 1. Platz und hatte in ihren Bewerb Platz 2 erreicht. Anschließend holte sie zum fünften Mal den Meistertitel und den dritten in Folge bei den Deutschen Meisterschaften, wobei sie 0,07 s von der Zweitplatzierten Krause trennten. Mit dem Gewinn des Europameistertitels in Zürich errang Möldner-Schmidt den größten Erfolg ihrer Laufbahn. Im selben Jahr wurde sie zur Leichtathletin des Jahres gewählt. Im Winter hatte sie mit Beschwerden mit der Achillessehne.
2015 konnte Möldner-Schmidt das Jahr nicht am Wettkampfgeschehen teilnehmen. Nach dem Sehnenproblem trainierte sie wieder mit Blick auf die Deutschen Meisterschaften, musste sich dann aber Mitte des Jahres ein Überbein am Knöchel operativ entfernen lassen und verkündete wenig später ihre Schwangerschaft.
2016 war von der Babypause geprägt und 2017 arbeitete sie an ihrem Comeback mit dem langfristigen Ziel Edelmetall bei den Heim-Europameisterschaften in Berlin zu holen.
2018 bestritt Möldner-Schmidt wieder einige Wettkämpfe und wurde Deutsche Vizemeisterin, diesmal hinter Krause. Bei den Europameisterschaften in Berlin hatte sie ihren letzten internationalen Einsatz und erlitt danach erneut eine Fußverletzung, diesmal am anderen Fuß.
Ende Januar 2020 kehrte Möldner-Schmidt nach wiederholten Verletzungspausen dem Leistungssport den Rücken.

## Vereinszugehörigkeiten
Antje Möldner-Schmidt startete für den SC Potsdam und seit 2012 für den LC Cottbus. Bei einer Körpergröße von 1,73 m betrug ihr Wettkampfgewicht 57 kg.

## Familie
Möldner-Schmidt stammt aus einer Leichtathleten-Familie: Ihr Vater war Geher, ihre Schwester Silke und ihre Zwillingsschwester Berit waren Mittelstrecklerinnen. Ihr Bruder Olaf belegte im 20-Kilometer-Straßengehen den dritten Platz bei den DDR-Leichtathletik-Meisterschaften 1989. Seit Oktober 2011 ist sie verheiratet und hat eine Tochter (* 2016).

## Auszeichnungen
- 2014: Sportlerin des Jahres von Brandenburg[10]
- 2014: Leichtathletin des Jahres
- 2014: Antje Möldner-Schmidt erhielt bei der ZDF-Gala Sportler des Jahres 2014 (Deutschland) als Europameisterin im Hindernislauf zusätzlich den mit 40.000 Euro dotierten Preis „Vorbild im Sport“ der Sparkassen-Finanzgruppe.[11] Damit wurde gewürdigt, dass die Spitzensportlerin nach einer bösartigen Tumorerkrankung des Lymphsystems 2010 durch Behandlung und hartes Training den Krebs überwunden und erneut sportliche Höchstleistungen erreicht hat. Durch ihre Erfolge, ihre Fairness und ihr charismatisches Auftreten sei sie auch jungen Sportlern ein Vorbild. Möldner-Schmidt erklärte bei der Verleihung, dass sie einen Teil des Preisgeldes als Spende an die Deutsche Krebshilfe gebe, um den Kampf gegen Krebs im Kindesalter zu unterstützen.

## Soziales Engagement
Durch eigene Erfahrung mit ihrer überwundenen Krebserkrankung engagiert sich Möldner-Schmidt seit 2014 ehrenamtlich in der Krebsaufklärung. Als Botschafterin der Initiative „Bewegung gegen den Krebs“ der Deutschen Krebshilfe hat sie auf dem Deutschen Krebskongress 2018 in Berlin gemeinsam mit Fachärzten für die verstärkte Einbeziehung sportlicher Übungen in der Krebstherapie gefordert. „Sport und Bewegung haben mir sehr geholfen, die schwere Zeit durchzustehen und viele Hürden zu überwinden“, berichtete die Leichtathletin.

## Bestleistungen
(Stand: 28. Januar 2020)
Halle
- 800 Meter: 2:06,87 min, 29. Februar 2004 in Leipzig
- 1500 Meter: 4:10,83 min, 5. März 2005 in Madrid
- 3000 Meter: 9:01,07 min, 5. März 2006 in Liévin

Freiluft
- 800 Meter: 2:04,34 min, 12. Juni 2005 in Ulm
- 1500 Meter: 4:08,81 min, 27. Mai 2005 in Dessau
- 3000 Meter: 9:00,74 min, 27. April 2005 in Potsdam
- 5000 Meter: 16:05,82 min, 23. Mai 2007 in Koblenz
- 3000 Meter Hindernis: 9:18,54 min, 17. August 2009 in Berlin

## Erfolge
national
- 1999: Deutsche U18-Meisterin (800 m)
- 2002: 5. Platz Deutsche U20-Hallenmeisterschaften (800 m)
- 2002: Deutsche U20-Meisterin (1500 m)
- 2003: Deutsche U20-Meisterin (1500 m)
- 2003: Deutsche U23-Meisterin (1500 m)
- 2004: 3. Platz Deutsche Hallenmeisterschaften (1500 m)
- 2004: 3. Platz Deutsche Meisterschaften (1500 m)
- 2004: Deutsche U23-Meisterin (1500 m)
- 2005: Deutsche Hallenmeisterin (1500 m)
- 2005: Deutsche Meisterin (1500 m)
- 2006: Deutsche Hallenmeisterin (1500 m und 3000 m)
- 2006: Deutsche Vizemeisterin (1500 m)
- 2007: Deutsche Hallenvizemeisterin (3000 m)
- 2007: Deutsche Meisterin (1500 m)
- 2008: Deutsche Hallenmeisterin (1500 m und 3000 m)
- 2008: Deutsche Meisterin (3000 m Hindernis)
- 2009: Deutsche Hallenmeisterin (1500 m)
- 2009: Deutsche Meisterin (3000 m Hindernis)
- 2011: 4. Platz Deutsche Meisterschaften (3000 m Hindernis)
- 2011: 1. Platz Deutsche Polizeimeisterschaften (1500 m)
- 2012: Deutsche Meisterin (3000 m Hindernis)
- 2013: Deutsche Meisterin (3000 m Hindernis)
- 2014: Deutsche Meisterin (3000 m Hindernis)
- 2018: Deutsche Vizemeisterin (3000 m Hindernis)

international
- 2005: 6. Platz Halleneuropameisterschaften (1500 m)
- 2005: 3. Platz U23-Europameisterschaften (1500 m)
- 2008: 17. Platz Olympische Sommerspiele (3000 m Hindernis)
- 2009: 1. Platz Team Europameisterschaft (Mannschaft und einzel)
- 2009: 8. Platz Weltmeisterschaften (3000 m Hindernis)
- 2012: Vizeeuropameisterin (3000 m Hindernis)
- 2012: 6. Platz Olympische Sommerspiele (3000 m Hindernis)
- 2013: 2. Platz Team Europameisterschaft (Mannschaft und 3. Platz einzel)
- 2013: 8. Platz Weltmeisterschaften (3000 m Hindernis)
- 2014: 1. Platz Team Europameisterschaft (Mannschaft und 2. Platz einzel)
- 2014: Europameisterin (3000 m Hindernis)
- 2018: 27. Platz Europameisterschaften (3000 m Hindernis)